# Луговской, Николай Петрович
Николай Петрович Луговской (белор. Мікалай Пятровіч Луго́ўскi; 1 [14] декабря 1911 — 25 июня 1944) — участник Великой Отечественной войны, командир стрелкового батальона 1124-го стрелкового полка 334-й стрелковой дивизии 43-й армии 1-го Прибалтийского фронта, Герой Советского Союза, капитан.

## Биография

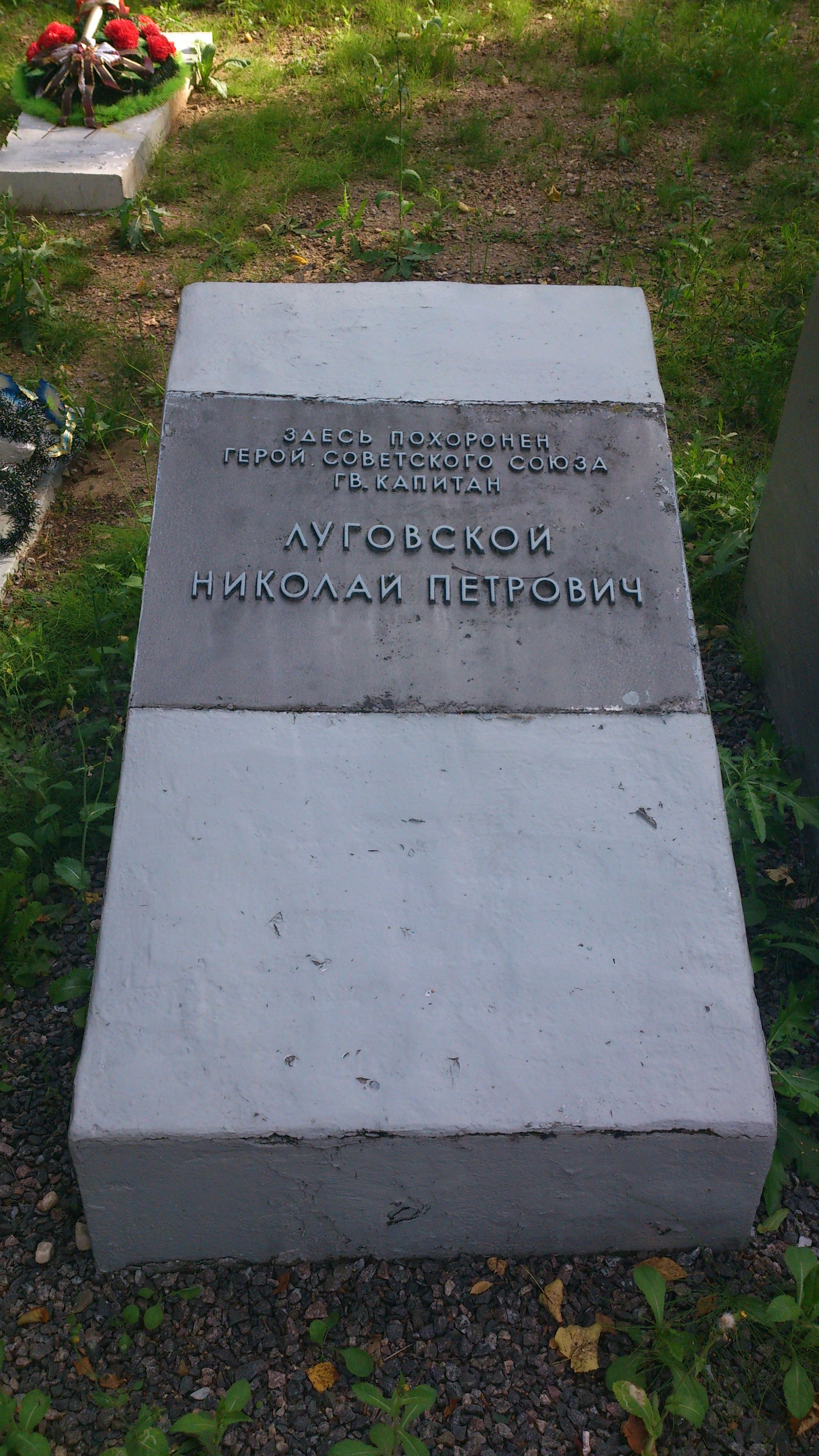
Надмогильная плита Луговскому Н. П. на братской могиле в Бешенковичах.

Родился 1 (14) декабря 1911 года в деревне Ревуче Могилёвской губернии в крестьянской семье. Национальность — белорус.
В 1932 году окончил Московский электротехникум. Работал на предприятиях столицы Казахстана города Алма-Ата.
В Красной Армии с 1939 года.

### Участие в Великой Отечественной войне
Участник Великой Отечественной войны с июня 1941 года. В 1942 году окончил Гомельское пехотное училище. Член ВКП(б) с 1942 года.
Стрелковый батальон 1124-го стрелкового полка (334-я стрелковая дивизия, 43-я армия, 1-й Прибалтийский фронт) под командованием капитана Николая Луговского 23 июня 1944 года, прорвав вражескую оборону, опрокинул врага и освободил деревни Гуры и Ермаки Шумилинского района Витебской области Белоруссии. Затем за сутки батальон отбил девять вражеских контратак и, умело маневрируя, вышел в тыл противника и освободил ещё две деревни в Витебской области. 24 июня 1944 года вверенный капитану Луговскому Н. П. батальон подошёл к реке Западная Двина и сходу форсировал её. Закрепившись на левом берегу, советские воины успешно отразили многочисленные контратаки гитлеровцев.
В этих боях батальон Луговского уничтожил двенадцать танков, семнадцать орудий, сорок автомашин с грузами и большое количество солдат и офицеров противника.
Командир батальона Н. П. Луговской проявил исключительное мужество, отвагу и героизм. При отражении одной из контратак 25 июня 1944 года он погиб.
Похоронен в посёлке Бешенковичи Бешенковичского района Витебской области Белоруссии.

## Награды
- Герой Советского Союза, Указ Президиума Верховного Совета СССР от 22 июля 1944, посмертно.

## Память
В посёлке Бешенковичи установлен обелиск Героя. Его имя носит одна из улиц этого посёлка и Друцкая 8-летняя школа Толочинского района Витебской области, также средняя школа № 2 г. Толочина Витебской области.